# Impasse du Volvestre
 (février 2024).
Si vous disposez d'ouvrages ou d'articles de référence ou si vous connaissez des sites web de qualité traitant du thème abordé ici, merci de compléter l'article en donnant les références utiles à sa vérifiabilité et en les liant à la section « Notes et références ».
L'impasse du Volvestre est une voie de Toulouse, chef-lieu de la région Occitanie, dans le Midi de la France.

## Situation et accès

### Description
L'impasse du Volvestre est une voie privée qui dessert une résidence fermée, le Clos de Touraine. Elle se trouve dans le quartier de Bordelongue, dans le secteur 2 - Rive gauche. Elle naît perpendiculairement à la route de Seysses. Longue de 180 mètres environ, elle se termine en formant une petite place triangulaire qui sert d'aire de retournement.
La chaussée compte une seule voie de circulation automobile en double-sens. Il n'existe pas d'aménagement cyclable.

### Voies rencontrées
L'impasse du Volvestre rencontre les voies suivantes, dans l'ordre des numéros croissants :
1. Route de Seysses

## Odonymie
L'impasse est nommée d'après le Volvestre, une petite région du nord du Couserans, dans le sud du département de la Haute-Garonne, à la limite de l'Ariège.